# Zaleplon

Zaleplon är ett läkemedel som har använts för behandling av patienter med insomningssvårigheter. Varunamnet i Sverige var Sonata. Liksom med många andra medel mot sömnsvårigheter finns en viss risk för läkemedelsberoende, och läkare brukar därför vara försiktiga med att skriva ut medlet till patienter som har en historia av alkohol- eller drogmissbruk. Läkemedlet är till skillnad från liknande preparat inte klassat som narkotika då missbrukspotentialen inte har värderats..
Ett marknadsnamn för Zaleplon var Sonata® tillverkat av läkemedelsföretaget Meda. 
Zaleplon avregistrerades i Sverige för försäljning av Läkemedelsverket den 3 juli 2015.